# Oberroth
Oberroth – miejscowość i gmina w Niemczech, w kraju związkowym Bawaria, w rejencji Szwabia, w regionie Donau-Iller, w powiecie Neu-Ulm, wchodzi w skład wspólnoty administracyjnej Buch. Leży około 27 km na południowy wschód od Neu-Ulmu, nad rzeką Roth.

## Demografia
| Rok  | Liczba mieszk. |
| ---- | -------------- |
| 1970 | 660            |
| 1987 | 723            |
| 2000 | 824            |

## Polityka
Wójtem gminy jest Erwin Reiter, rada gminy składa się z 8 osób.
|      | Bürgerblock | Razem |
| 2008 | 8           | 8     |
| 2002 | 8           | 8     |

## Oświata
W gminie znajduje się przedszkole.